# Coteau des Prairies
Koordinaten: 44° 51′ N, 97° 10′ W

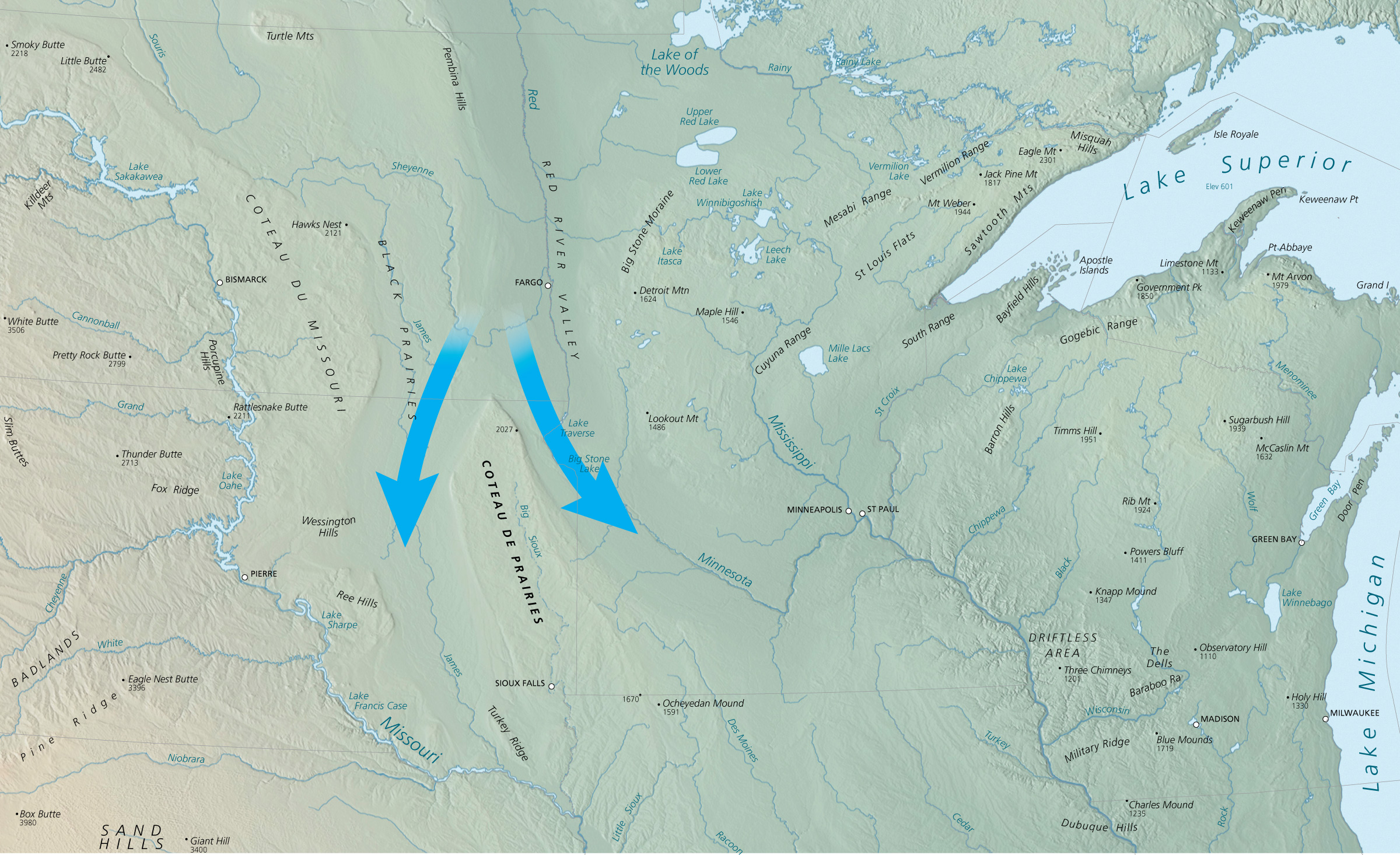
Coteau des Prairies, die Pfeile zeigen die Gletscherbewegung in der letzten Kaltzeit.

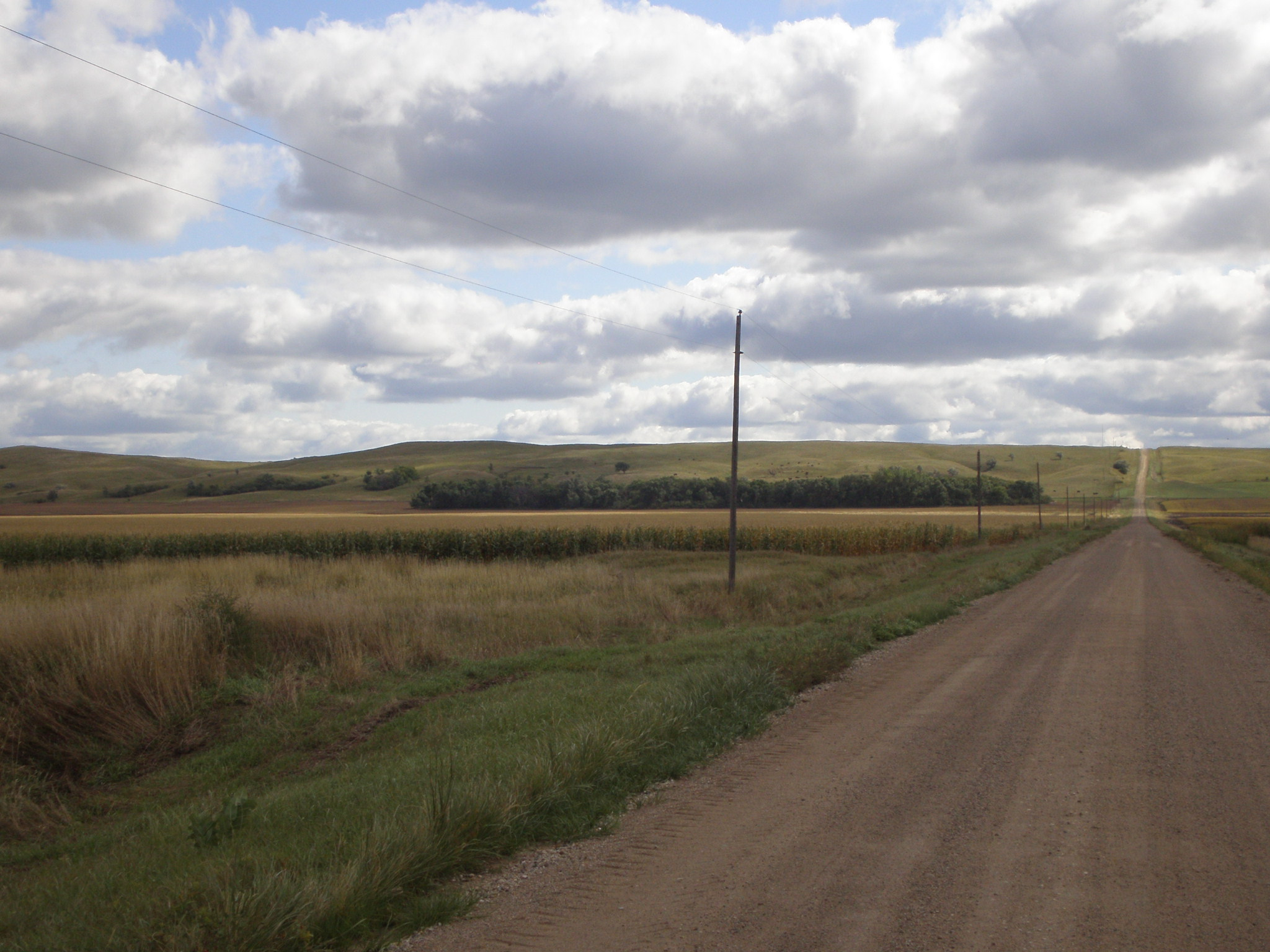
Hang des Coteau des Prairies bei Havana.

Der Coteau des Prairies (auch Prairie Coteau genannt) ist eine Hochebene in der flachen Prärie im östlichen South Dakota, welche sich bis ins südwestliche Minnesota und nordwestliche Iowa erstreckt. Auf ihr liegen zahlreiche Seen.
Das Plateau ist etwa 500 m hoch und 80 Kilometer breit. Die Hochebene hat die dreieckige Form eines Bügeleisens. Im nördlichen Bereich fällt der Coteau des Prairies steil in die Täler des James River und des Minnesota River ab. Im Süden geht das Hochland ohne klare Grenze in die Umgebung über.
Laut dem Geograph Joseph Nicolas Nicollet erschien die Landschaft den ersten europäischen Forschern weder gebirgig noch hügelig oder flach, sodass sie den neuen Begriff „Coteau“ prägten. Coteau bedeutet im französischen „Hang“.
Die Hochebene besteht aus dicken eiszeitlichen Ablagerungen, den Rückständen von vielen, wiederholten Vergletscherungen, mit einer Gesamtstärke von 275 Metern. Darunter befindet sich ein Bergrücken aus beständigem Quarzit. Während der letzten Eiszeit hat sich der Gletscher des Laurentidischen Eisschilds in zwei Zungen um das vorher vorhandene Plateau geschoben und so das Flachland um die Hochebene weiter vertieft. Das Plateau hat viele kleine, teils intermittierende, Seen und wird vor allem durch den Big Sioux River entwässert.
Steinbrüche im Plateau waren früher die Quelle für traditionelle Steine, die zur Herstellung von indianischen Friedenspfeifen verwendet wurde. Dieser Pfeifenstein (Catlinit), ein feinkörniges, leicht zu bearbeitendes Mineral, wurde in der Nähe der heutigen Ortschaft Pipestone und im angrenzenden Minnehaha County gewonnen. Seit 1937 ist das Pipestone National Monument ein Schutzgebiet.